# Darwinisme social
El darwinisme social (o, sintèticament, sociodarwinisme) fou una ideologia sociopolítica, sorgida a partir dels volts de 1860, que aplicava els conceptes biològics de la teoria de l'evolució a la filosofia, la sociologia i la política: interpretava el concepte darwinià de «la supervivència del més apte» com a «la supervivència del més fort», i amb un determinisme mecanicista, l'aplicava il·legítimament a les societats humanes; tot plegat, amb pretensions científiques i en nom del progrés social i de la millora de l'espècie.

## Abast
El sociodarwinisme refusava tot principi d'altruisme, així com la universalitat de la dignitat humana. Concebia la vida, també la humana, com a lluita constant per la supervivència en què els presumptament forts i superiors mereixien la victòria total, mentre que els presumptament febles i inferiors no tenien cap dret.
Així doncs, per al sociodarwinisme la posició social i les relacions de poder estaven determinades biològicament, i no es devien pas a motius sociohistòrics, a les condicions ambientals, etc. Els homes eren intrínsecament superiors a les dones; els blancs a totes les altres "races"; els rics als pobres; els pobles amb Estat i llurs llengües excelses als pobles oprimits i llurs dialectes balbucejants; etc.
En conseqüència, calia teledirigir conscientment l'evolució humana de manera tal que es consolidés l'hegemonia dels més aptes i se'n garantís la descendència, alhora que hom aniria eliminant els sobrers; això garantiria el futur lluminós d'una humanitat superior i una societat perfeccionada.
Per exemple, i sempre segons el sociodarwinisme, les dones no podien qüestionar el rol tradicional, per biològicament determinat; era contraproduent adoptar una política social que cerqués millorar les condicions de vida de les classes baixes, perquè això afavoriria multitud de ganduls inútils en detriment de la prioritat deguda als "més aptes"; els "pobles primitius" estaven irremissiblement condemnats a l'extinció per mera evolució natural; com que la societat vivia en perill constant de degeneració biològica per la multiplicació exponencial d'éssers inaptes, calia evitar la reproducció de certs sectors poblacionals ("febles mentals", certs malalts, delinqüents, etc.), si no exterminar-los; calia evitar la immigració de "races inferiors", la qual amenaçava la puresa de la raça superior (blanca) i la civilització mateixa; etc., etc.

### Imperialisme
Durant l'era del Nou Imperialisme, els conceptes d'evolució justificaven l'explotació de "races menors sense llei" per part de "races superiors". Per a les elits, les nacions fortes estaven formades per persones blanques que tenien èxit en l'expansió dels seus imperis i, com a tal, aquestes nacions fortes sobreviurien en la lluita pel domini. Amb aquesta actitud, els europeus, llevat dels missioners cristians, poques vegades van adoptar els costums i les llengües de la gent local sota els seus imperis.

### Nacionalisme
A finals del s. XIX, els principis del darwinisme social es teoritzaren vers les relacions entre les nacions, especialment als països anglosaxons. Es postula que l'enfrontament entre nacions "joves", com l'Alemanya, plena de vitalitat "viril", i les nacions"velles" i decadents, com ara França, es considera inevitable.

El 1910, el sociòleg Jacques Novicow va publicar La critique du darwinisme social on criticava durament la tendència dels seus col·legues i altres assagistes i estudiosos del seu temps a destacar el conflicte i la guerra com a motor de la vida social, l'evolució i el progrés social. Dona la següent definició:
"El darwinisme social es pot definir: la doctrina que considera l'homicidi col·lectiu com la causa del progrés de la raça humana"
Si bé s'ha pensat que el darwinisme social havia influit en l'esclat de la Primera Guerra Mundial, aquesta interpretació és seriosament contradida pel treball de Léon Schirmann que va identificar les responsabilitats reals en l'esclat de la Primera Guerra Mundial després d'haver treballat als arxius oficials dels diferents països bel·ligerants.

### Regeneració racial, feixisme, nazisme
Una forma diferent de darwinisme social formava part dels fonaments ideològics del nazisme i d'altres moviments feixistes. Aquesta forma no preveia la supervivència dels més aptes dins d'un ordre individualista de la societat, sinó que defensava un tipus de lluita racial i nacional on l'estat depurava la raça, una biopolítica en que calia eliminar les impureses d'altres raçes, i dirigir la millora de la pròpia a través de l'eugenesia. Esdevenen usuals conceptes com Superhome i Infrahome.
S'han suggerit noms com ara "col·lectivisme darwinià" o "darwinisme reformat" per descriure aquestes opinions per diferenciar-les del tipus individualista de darwinisme social.

## Història

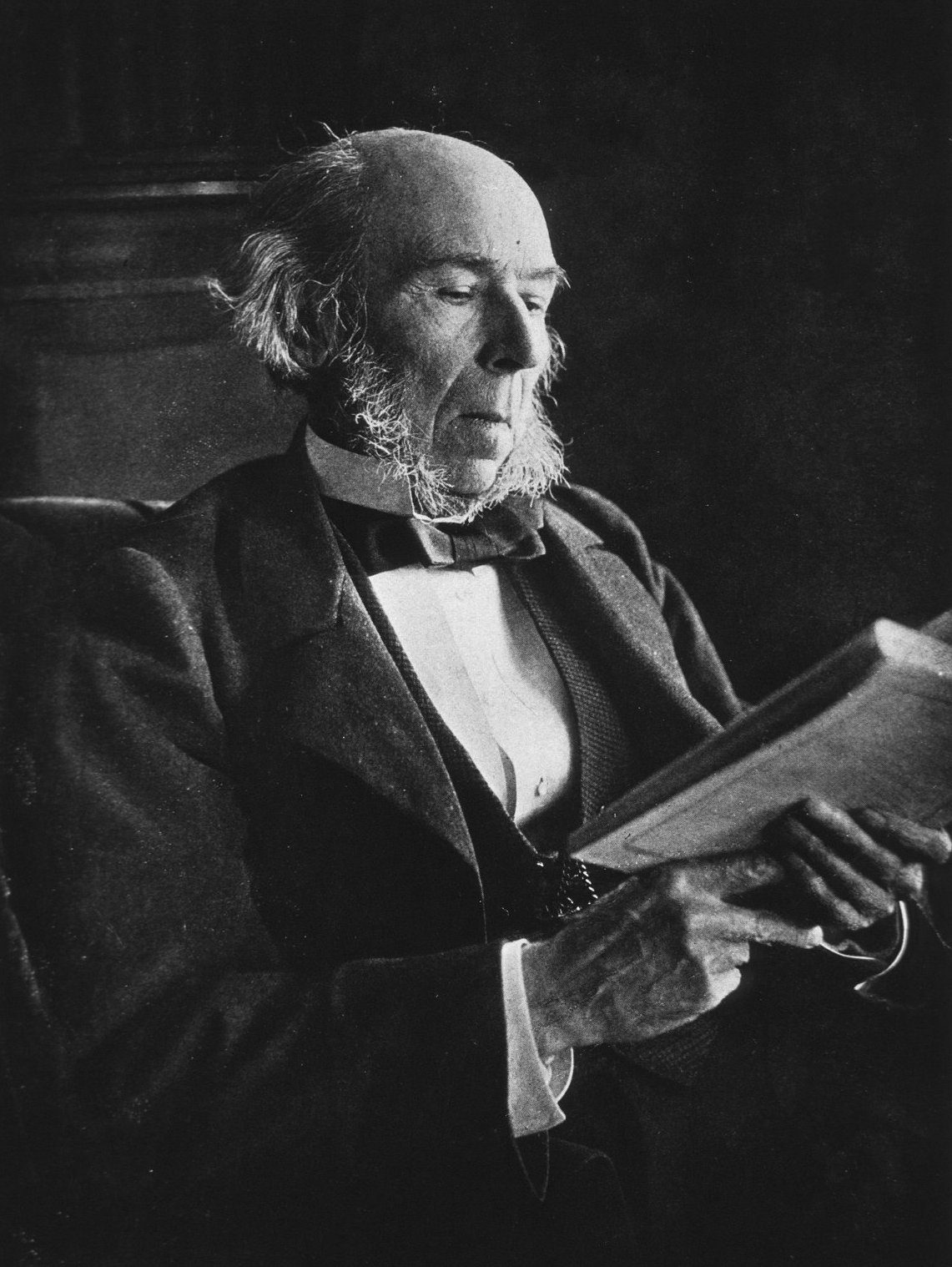
Herbert Spencer

Entre els teòrics fundacionals del sociodarwinisme destacaren científics prestigiosos com Herbert Spencer, Francis Galton (cosí del mateix Darwin) i Ernst Haeckel. En tot cas, els precedents caldria cercar-los amb Malthus en el llibre Assaig sobre el principi de població (1798), on només l'acció d'una interpretada selecció natural sobre certs estrats de la societat o de les poblacions mundials s'erigiria com a única forma d'evitar la catàstrofe malthusiana per depleció dels recursos.
En nom de l'aplicació literal del laissez-faire capitalista fins a les darreres conseqüències, el sociodarwinisme fou una distorsió ideològica de l'avantguarda científica nascuda de la Il·lustració, imbricat com estava amb l'autoritarisme, el masclisme més integrista, el classisme radical, l'imperialisme colonialista, el racisme biològic, l'eugenèsia, l'ultranacionalisme d'Estat, etc. Amb totes les seves pretensions científiques i progressistes, el sociodarwinisme formava part del gir reaccionari, neoirracionalista i antiil·lustrat que es produí al món euròpid en el canvi de segle del XIX al XX, i constituí un dels elements formatius de la ultradreta contemporània en general i del feixisme en particular.
A partir del darrer quart del segle xix i fins a mitjan segle xx, el sociodarwinisme fou immensament popular entre les classes dominants del món euròpid, i penetrà, en un grau o altre, tant la política com la filosofia, el pensament i les ciències socials, la literatura i les arts, fins a esdevenir-hi tendencialment hegemònic.
En tot moment el sociodarwinisme tingué l'oposició frontal d'algunes forces organitzades, entre les quals –i per motivacions diferents— el marxisme i l'Església Catòlica. També tendiren a contrarestar-lo, si més no parcialment, la creixent democratització social i l'ascens de les masses a la vida pública activa, fenòmens produïts, dialècticament, pel mateix capitalisme eufòric que havia generat el sociodarwinisme.
El nazisme constituí l'apoteosi màxima del sociodarwinisme. L'enfonsament del nazifeixisme arran la Segona Guerra Mundial, amb la constatació del que implicava l'aplicació d'aquests principis (Holocaust inclòs), comportà el descrèdit total del sociodarwinisme juntament amb el del racisme i l'eugenèsia.
Emperò, el sociodarwinisme ha continuat viu de manera més o menys subreptícia, sobretot en la ultradreta feixista i parafeixista, i en les darreres dècades comença a treure el nas públicament en certs elements de la comunitat científica i en la nova dreta populista d'arrel feixistoide.

## Terme
El terme mateix de darwinisme social no fou emprat mai pels sociodarwinistes, que es definien com a darwinistes ortodoxos, sinó encunyat per llurs opositors com a acusació: apareix per primera volta en alemany i anglès el 1879, en francès el 1880 i en italià el 1882. Amb tot, l'ús del terme fou esporàdic fins que el 1944 el recuperà, o reencunyà, també amb òptica crítica, l'historiador estatunidenc Richard Hofstadter en l'estudi Social Darwinism in American thought. De llavors ençà ha esdevingut d'ús general, sempre amb càrrega pejorativa.

## Atacs al concepte
Els creacionistes, que de fora de la ciència estant s'oposen a la teoria de l'evolució, sovint afirmen que el darwinisme social es vincula lògicament amb l'evolucionisme científic, mentre que, des del camp de la ciència, els biòlegs i historiadors argumenten que és més aviat una perversió de les idees de Charles Darwin. Encara que la majoria dels estudiosos reconeixen vincles històrics entre la teoria de Darwin i el sociodarwinisme, insisteixen, però, que aquest darrer no és pas conseqüència necessària dels principis de l'evolució biològica, i que l'ús de l'evolució biològica com a justificació de la política de desigualtat és una fal·làcia naturalista.
Tot i el consens científic sobre l'existència i la caracterització del darwinisme social, i malgrat l'àmplia evidència documentada en la multitud d'estudis que s'hi han dedicat, hi ha corrents radicals del neoliberalisme que, en defensa de l'honor del laissez-faire, neguen el caràcter sociodarwinista d'ideòlegs com Spencer, i, fins i tot, l'existència mateixa del sociodarwinisme, el qual no fora més que un invent esquerrà amb la intenció de deslegitimar el capitalisme.